# Mompha eliosella
Mompha eliosella é uma espécie de mariposa do gênero Mompha pertencente à família Coleophoridae.